# Gave d'Ossau
La gave d'Ossau è un fiume francese che nasce dal versante settentrionale dei Pirenei, bagna la valle omonima (una delle tre valli dell'Alto Béarn), e dopo un percorso di poco meno di 50 km si unisce alla Gave d'Aspe, formando così la Gave d'Oloron.

## Geografia

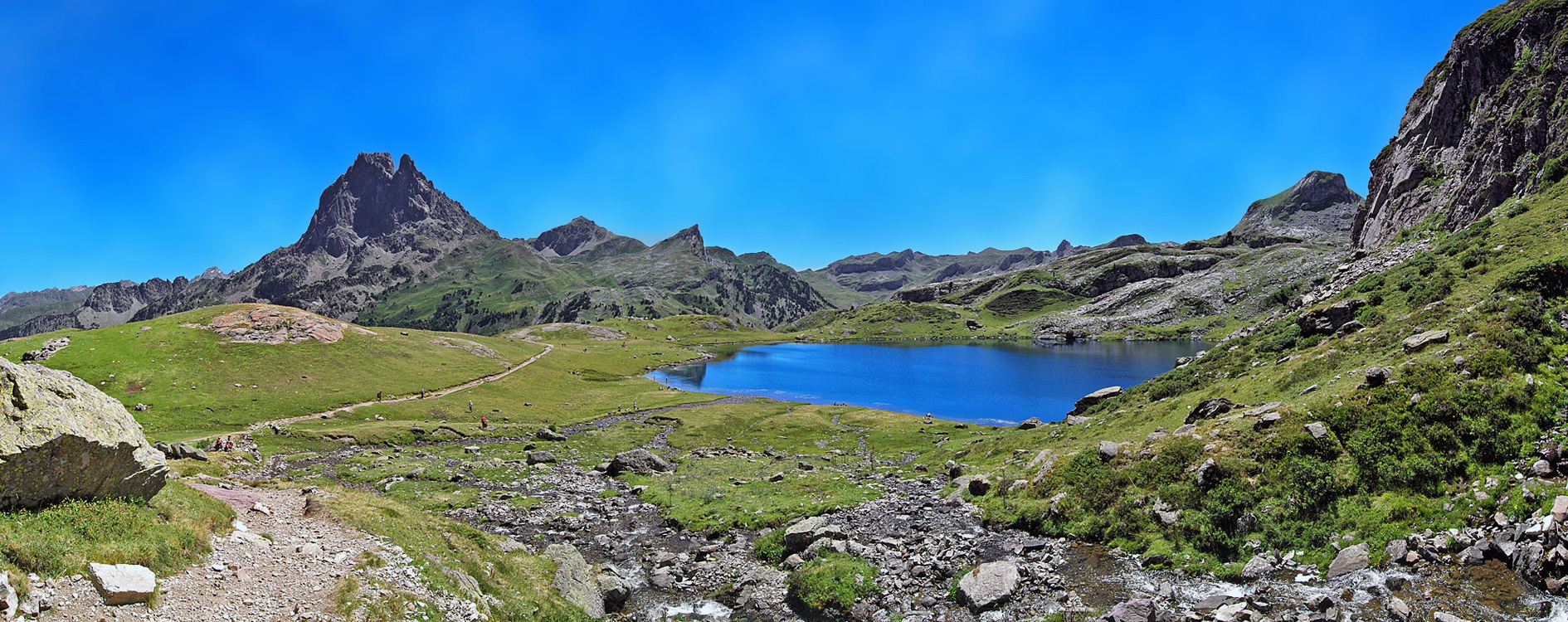
Pic du Midi d'Ossau con il lago d'Ayous

La gave d'Ossau nasce dalla raccolta delle acque sorgenti dal versante occidentale del Pic du Midi d'Ossau (2.884 m s.l.m.) a Gabas, dalla confluenza delle due gave: la gave du Brousset, dal cirque d'Anéou e la gave de Bious, 11,9 km, dal Pic d'Astu e si unisce poi  nel territorio del comune di Oloron-Sainte-Marie con la gave d'Aspe, altro fiume pirenaico, per formare la gave d'Oloron.

## Principali affluenti
(D) = alla destra orografica ; (S) = alla sinistra orografica
- (D) gave de Soussouéou, 16,2 km, proveniente dal lac d'Artouste
- (S) Arrec de Gaziès, 5,3 km, dal Pic de Gaziès (2.457 m s.l.m.)
- (S) Gée  del Coig Arras (1.934 m s.l.m.), scorre nelle gorges de Bitet
- (S) Arrec de Bouerzy, 3 km, della Pène Hourque (1785 m s.l.m.)
- (D) Valentin, 14,3 km, proveniente da Gourette.
  - (D) Cély,[2] 3,7 km, dal vallone d'Iscoo sotto il colle d'Aubisque
  - (S) Sourde, 4,8 km, dal pic de Ger (2.613 m s.l.m.) e Coume d'Aas
- (S) Arrioussé / Arrioutort, 6,7 km, a Laruns
- (D) Canceigt, 10 km, a Béost dal bois d'Andreyt
- (D) Lamay / Arriou de Luzé[3], 5,1 km, a Aste dal pic de Coos (1.821 m s.l.m.)
- (S) l'Arriou Mage[4] /  Sourde, 9,3 km, a Bielle d'Ibeich[5]
- (S) Arriou Beigt, 4,5 km, da Houndãs a Bilhères
- (D) Lau, 4 km
- (S) Lamisou, Arrec de Baycabe, Arrec de Lacerbelle, rio della Hrachette, di Lambaigt, di Picq, di Crampe…
- (D) Montardet, Turon, Termy…
- (D) Ascle, 3 km, da Herrère
- (D) Arrigastoû o Arrigaston, 15 km, a Oloron-Sainte-Marie.

## Comuni attraversati

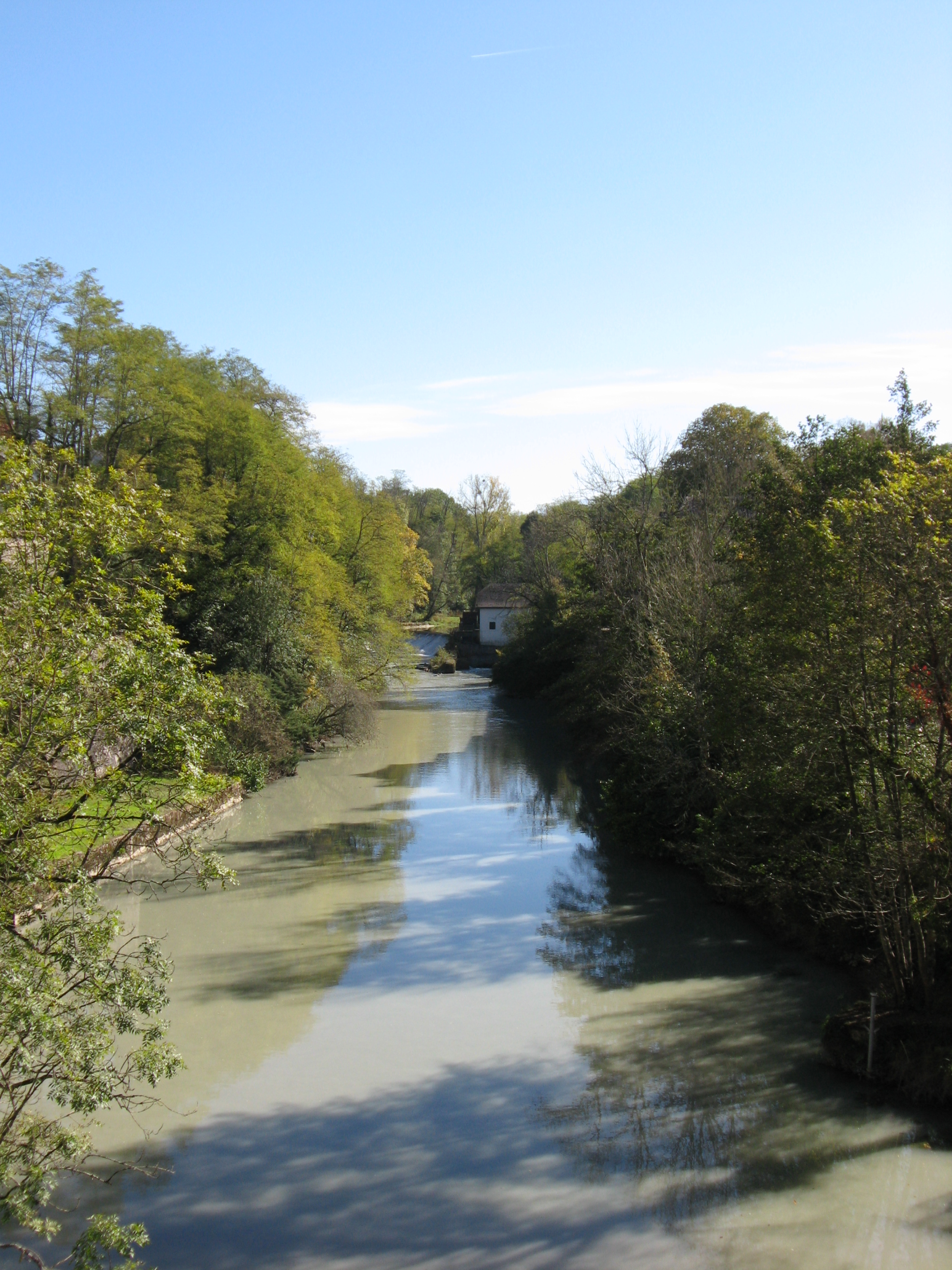
La gave d'Ossau a Oloron-Sainte-Marie.

| - Arudy - Aste-Béon - Béost - Bielle - Buziet - Buzy - Castet - Laruns - Escout | - Herrère - Izeste - Louvie-Juzon - Louvie-Soubiron - Ogeu-les-Bains - Oloron-Sainte-Marie - Précilhon - Sévignacq-Meyracq |